# ほ座ファイ星
ほ座φ星は、ほ座の恒星で3等星。

## 特徴
この星は、青白色の超巨星であり、2000万年前にスペクトル型B0.5からB1のB型主系列星として誕生し、100万年以上後には500太陽半径になると推測されている。その質量より白色矮星になる可能性もあるが、概ね超新星になると考えられている。
この星は、銀河赤道から0.1度北に位置している。
離角0.5分、12等星のスペクトル型Kの巨星であるπ星Bは、7800光年の距離にあり見かけの二重星とされる。
『Scorpius-Centaurus association』のメンバーとされていたが、φ星の動きよりそれは否定されている。